# Ángel Bastos Teijeira
Ángel Bastos Teijeira va néixer el 3 de maig de 1992 a Mos (Pontevedra). És un jugador espanyol de futbol que actualment juga al CF Reus de la Segona Divisió espanyola. La seva demarcació habitual és la de lateral dret.
És un jugador que destaca sobretot per ser un dels "herois" de l'ascens a Segona Divisió de la Cultural y Deportiva Leonesa a l'any 2017. I és un jugador que destaca per ser sobretot treballador al camp.

## Clubs
| Club                  | País    | Temporades   |
| --------------------- | ------- | ------------ |
| Porriño Industrial FC | Espanya | 2012-2013    |
| CD Xoco               | Espanya | 2013-2014    |
| Coruxo FC             | Espanya | 2014-2016    |
| Cultural Lleonesa     | Espanya | 2016-2018    |
| CF Reus Deportiu      | Espanya | Des del 2018 |